# Мамедов, Шамиль Алиевич
Шамиль Алиевич Мамедов (род. 8 февраля 2001, Белиджи, Дагестан) — российский борец вольного стиля. Бронзовый медалист чемпионата мира 2023. Двукратный чемпион России. Дважды победитель Кубка Ивана Ярыгина (2022, 2023). Мастер спорта международного класса по вольной борьбе.

## Биография
Шамиль родился 8 февраля 2001 года в Дагестане, в лезгинской семье. Он начал заниматься вольной борьбой в шесть лет, под руководством Минажудина Казиева. В подростковом возрасте переехал в Махачкалу и продолжил тренировки под руководством Джамала Алиева и Вагифа Казиева, в спортивной школе имени Гамида Гамидова.

## Спортивная карьера
На российских турнирах представляет республику Дагестан и МГФСО «Москомспорт» (Москва). Дебютировал в качестве члена сборной России на первенстве мира среди кадетов 2018 в Хорватии. В 2021 стал чемпионом мира среди юниоров, который проходил в Уфе, Башкортостан. В начале 2022 сенсационно выиграл гран-при Ивана Ярыгина, затем выступил на турнире «Яшар Догу» в Турции, на этом турнире в предварительном круге одержал верх над участником олимпийских игр 2020 из Ирана Гиаси Мортеза, в полуфинале он выиграл представителя Монголии, бронзового призёра чемпионата мира, Тумур-Очирын Тулга, а в финале Шамиль победил действующего чемпиона мира в 65 кг, россиянина Загира Шахиева. В 2023 так же стал победителем гран-при Ивана Ярыгина, где в финале он одержал победу над титулованным соотечественником Гаджимурадом Рашидовым. 21 июня 2023 года в финале чемпионата России в Каспийске одолел Ибрагима Ибрагимова. В сентябре 2023 года он был отобрана в состав сборной России на чемпионат мира 2023 в Белграде (Сербия). В сентябре 2023 года Шамиль завоевал бронзовую медаль на лицензионном чемпионате мира в Белграде (Сербия), одолев в малом финале чемпиона мира 2022 года Рахмана Амузада (Иран). В мае 2024 года во второй раз выиграл чемпионат России, одолев в финале чемпиона мира Абасгаджи Магомедова. В июне 2024 году он был допущен для участия на Олимпийские игры в Париже. Несмотря на бойкотирование федерации спортивной борьбы России все-таки принял приглашение на участие в Играх. Месяцем позже получил травму и не смог выступить на Олимпийских играх.

## Спортивные достижения
- 2021 Первенство России среди юниоров — ;[20]
- 2021 Первенство мира среди юниоров — ;
- 2022, 2023 Гран-при Иван Ярыгин — ;
- 2022 Яшар Догу — ;
- 2022 Всероссийская спартакиада — ;
- 2023 Чемпионат мира — ;
- 2023, 2024 Чемпионат России — ;

## Личная жизнь
Женат, сыграл свадьбу 17 июня 2023.